# Visquem Terrassa
Visquem Terrassa (1984-2015) era una revista gratuïta d'informació municipal de la ciutat de Terrassa. Va parèixer des del 1984 junts amb el suplement d'oci i de cultura Sortim deu vegades l'any. Fins al gener del 2012 era mensual, des d'aleshores va esdevenir bimestral. La seva difusió era de vuit mil exemplars i la titularitat era pública.
El seu contingut sovint va ser subjecte de polèmic entre majoria i oposició. Ja el 2013 Ciu i el Partit Popular van proposar la seva supressió, en criticar el fet que la revista d'informació s'havia torna una revista de propaganda política. Van retirar la proposta in extremis. El desembre del 2015, el ple de l'ajuntament va aprovar un moció presentada pel PP amb el suport deTerrassa en Comú, ERC i Ciutadans la supressió del pressupost de la revista.
El gener del 2016 es va decidir de tornar a publicar el suplement Sortim!, però sense finançament públic, només pagat per anuncis i propaganda.